# NGC 6969
NGC 6969 este o galaxie situată în constelația Delfinul. A fost descoperită în 15 august 1863 de către Albert Marth. Se află la o distanță de 67,3 de megaparseci de Pământ.